# Cruel Intentions - Prima regola non innamorarsi
Cruel Intentions - Prima regola non innamorarsi (Cruel Intentions) è un film del 1999 scritto e diretto da Roger Kumble, al suo esordio alla regia.
Adattamento cinematografico de Le relazioni pericolose di Pierre-Ambroise-François Choderlos de Laclos, di cui trasferisce l'ambientazione dalla Francia del XVIII secolo a un collegio dell'alta società newyorkese, il film ha come protagonisti Sarah Michelle Gellar, Ryan Phillippe, Reese Witherspoon e Selma Blair.
È stato un successo al botteghino ed è diventato un film di culto grazie ai suoi contenuti erotici dall'appeal adolescenziale, venendo seguito da altri due film direct to video.

## Trama
Sebastian Valmont è un giovane ricco con una reputazione da playboy che, stanco di portarsi a letto le solite ragazze comuni di Manhattan, decide di tentare qualcosa di diverso.
La sua sorellastra Kathryn Merteuil, studentessa in auge che si proclama profondamente virtuosa, affidabile e devota, ha un colloquio con una donna d'alta borghesia, la signora Caldwell, a cui propone di diventare la mentore della figlia Cecile, ragazza enormemente ingenua e semplice. Tuttavia, quella di Kathryn è solamente una maschera, e non appena Caldwell e Cecile se ne vanno, ella si mostra col suo vero carattere: una ragazza molto manipolatrice, seduttiva, disinibita e cocainomane. Kathryn propone al fratello una sfida: riuscire a portarsi a letto Cecile, "colpevole" di aver fatto innamorare di sé l'ex ragazzo di Kathryn. Inoltre, per punire quest'ultimo, Kathryn decide di far apparire Cecile come una ragazza facile e molto aperta sessualmente.
Sebastian, considerando il compito troppo facile, propone in contropartita di portarsi a letto Annette Hargrove, una bella ragazza dai sani principi e romantica che ha pubblicato un'intervista in cui sosteneva di voler arrivare vergine al matrimonio. Figlia inoltre del nuovo preside del loro liceo, Sebastian la vedrebbe come la sua più grande vittoria. Se egli riuscisse nel suo intento prima dell'inizio dell'anno, Kathryn si concederebbe a lui permettendogli di realizzare la sua più grande fantasia sessuale, cioè avere un rapporto anale con la sorellastra; se al contrario dovesse fallire, la preziosa Jaguar XK140 Roadster di Sebastian passerebbe a Kathryn.
Sebastian inizia a lavorare su Annette e cerca di sedurla e esplicitamente provocarla con le sue strategie con l'aiuto della sorellastra. Quest'ultima, intanto, incoraggia Cecile a intrecciare una relazione con Ronald, suo insegnante di violoncello, che però è troppo impacciato per riuscire anche solo a darle un bacio. Kathryn capisce di aver bisogno di Sebastian e il fratellastro accetta infine di aiutarla per vendicarsi sulla madre di Cecile, che aveva consigliato ad Annette di stare lontano da Sebastian, descrivendolo come un ragazzo viziato e arrogante, interessato solo al sesso.
Kathryn e Sebastian scrivono una falsa lettera d'amore per Ronald da parte di Cecile; a sua volta Ronald ne scrive una per la ragazza e la lascia ai due ragazzi che si offrono di fargliela avere. Kathryn decide quindi di chiamare Cecile per farla venire a casa loro; Sebastian inizialmente si oppone, dal momento che Cecile è una brava ragazza innocente, ma Kathryn riesce in breve a convincerlo. Cecile si presenta a casa di Sebastian e ne viene sedotta, senza però avere un rapporto completo. Il giorno dopo, Kathryn induce la ragazza in tentazione suggerendole di andare a letto con più uomini possibili per fare pratica e di considerare Sebastian una sorta di tutor per iniziare. La ragazza a causa della sua ingenuità e della sua fiducia verso Kathryn, cade in pieno nel tranello e perde la sua verginità con Sebastian.
Intanto Sebastian, nei giorni passati con Annette, inizia a sentirsi sempre più coinvolto dalla ragazza, verso la quale sta cominciando a provare un sincero affetto e un'autentica attrazione. Annette, ormai cotta di lui, è disposta anche a fare l'amore con lui, ma quest'ultimo, inaspettatamente viene preso dal senso di colpa, se ne va senza cogliere l'opportunità e, quando Kathryn viene messa al corrente di quanto accaduto, lo deride. Annette se ne va la mattina dopo e Sebastian, resosi conto di essere ormai innamorato di lei, la raggiunge e si dichiara. I due infine fanno l'amore appassionatamente e iniziano una relazione.
Kathryn riconosce la sconfitta con Sebastian e, dopo essersi portata a letto Ronald, si dichiara pronta a concedersi al fratellastro che, però, non è più interessato a lei. La sorella capisce che quest'ultimo è davvero innamorato e vuole solo stare con la dolce Annette. Arrabbiata perché Sebastian non è più attratto da lei, decide di troncare la storia tra Sebastian e Annette, informandolo che le dichiarazioni pubblicate da quest'ultima circa la sua illibatezza verranno sbugiardate quando si verrà a sapere di lei e Sebastian, e che quando lei scoprirà il torbido passato di lui, lo lascerà. Sebastian seppur visibilmente in difficoltà e distrutto all'idea di separarsi dalla ragazza, decide così di lasciare Annette dicendole che per lui, lei è stata solo la sua ennesima conquista e che non conta nulla per lui, spezzandole il cuore. Quando poi cerca in malo modo di scusarsi Annette, delusa, lo caccia via urlando e dandogli uno schiaffo.
Dopo un altro duro e finale confronto con la sorellastra, Sebastian capisce di essere stato manipolato da lei e indotto a lasciare l'amata Annette per un falso senso d'orgoglio: decide quindi di riconquistarla, e le fa avere il diario dove appuntava tutte le sue conquiste, e una lettera in cui dice di amarla, invitandola a leggere il diario così che tra loro non ci sia più alcuna bugia. Kathryn però chiama Ronald, che si è rimesso con Cecile, dicendo che Sebastian l'ha picchiata e rivelandogli che questi ha fatto sesso con Cecile. Ronald infuriato va a cercarlo e i due iniziano a picchiarsi su di un marciapiede. Durante la colluttazione, Annette corre verso di loro cercando di spostare Ronald ma cade e finisce in mezzo alla strada, dove rischia di essere investita da un'auto di passaggio. Sebastian la spinge via all'ultimo, salvandola, ma purtroppo è lui stesso a morire investito dall'auto. Prima di spirare, il giovane riesce a dichiarare ad Annette il suo amore, che la ragazza in lacrime confessa di ricambiare.
All'interno della cappella dove si tiene il funerale di Sebastian, Kathryn sta tenendo il suo discorso di inizio anno accademico parlando del defunto fratellastro, quando tutti gli studenti si alzano ed escono dalla chiesa. Kathryn esce a sua volta per vedere cosa succede, e scopre che Annette, aiutata da Cecile, ha fotocopiato e distribuito a tutti il diario di Sebastian, nel quale vengono rivelati tutti i segreti suoi e di Kathryn, la cui reale personalità opportunista, manipolatrice e perversa e gli intrighi vengono finalmente a galla. Il rettore, leggendo quanto scritto sul diario, si fa consegnare il rosario da Kathryn e aprendone il ciondolo trova della cocaina. La ragazza scoppia in lacrime davanti ai compagni e i docenti, che la guardano delusi e disgustati: la sua reputazione è definitivamente distrutta e facendo ciò, Sebastian in qualche modo si è vendicato della crudeltà della sorellastra. Nel frattempo Annette, ricordando i bei momenti passati con l'amato Sebastian, sfreccia per l'autostrada di Manhattan sulla Jaguar di lui, con accanto il diario originale.

## Produzione
Roger Kumble originariamente voleva esordire alla regia con un film indipendente dal budget di massimo un milione di dollari, ispirato da Fuga dalla scuola media di Todd Solondz, prima che il coinvolgimento del produttore Neal H. Moritz ampliasse le possibilità del progetto. Moritz, che stava producendo So cosa hai fatto, gli ha offerto due dei suoi protagonisti, Sarah Michelle Gellar e Ryan Phillippe. Tra gli altri attori considerati per delle parti ci sono stati Jonathan Rhys Meyers per quello di Valmont e Katie Holmes e Vinessa Shaw per quello di Annette.
Sarah Michelle Gellar, reduce dal successo della serie televisiva di Buffy si è scurita i capelli di sua iniziativa per distaccarsi dal personaggio.
Il budget del film è stato di 10,5 milioni di dollari.

## Colonna sonora
La colonna sonora non originale del film è stata pubblicata nel marzo 1999 dalla Virgin Records, raggiungendo il 60º posto nella Billboard 200 negli Stati Uniti. La lista delle tracce è la seguente:
1. Placebo – Every You Every Me (Single Mix)
2. Fatboy Slim – Praise You (Radio Edit)
3. Blur – Coffee and TV
4. Day One – Bedroom Dancing (First Recording)
5. Counting Crows – Colorblind
6. Kristen Barry – Ordinary Life
7. Marcy Playground – Comin' Up From Behind
8. Skunk Anansie – Secretly
9. Craig Armstrong (feat. Elizabeth Fraser) – This Love
10. Aimee Mann – You Could Make A Killing
11. Faithless – Addictive
12. Abra Moore – Trip On Love
13. Bare Jr. – You Blew Me Off
14. The Verve – Bitter Sweet Symphony (Album Version)

## Distribuzione
È stato distribuito nelle sale cinematografiche statunitensi da Columbia Pictures a partire dal 5 marzo 1999. In Italia, il film è stato distribuito nelle sale nell'agosto dello stesso anno dalla Cecchi Gori.

### Divieti
Negli Stati Uniti, la visione del film è stata vietata ai minori di 17 anni non accompagnati.

## Accoglienza
Il film è stato un successo al botteghino, incassando 75,9 milioni di dollari in tutto il mondo.
La critica è stata più tiepida: pur apprezzandolo, Salon.com l'ha definito «il film americano più sordido degli ultimi tempi», mentre Stephen Holden del New York Times ha scritto che «si ha la spiacevole sensazione che sia tutto un gigantesco espediente, uno molto perverso in questo caso». Roger Ebert del Chicago Sun-Times gli ha assegnato invece un punteggio di tre stelle su quattro, scrivendo che era «intelligente e spietato nella miglior tradizione della sua origine letteraria».
In occasione del suo ventennale, il film è stato definito «un film di culto per un'intera generazione» dal The Daily Telegraph, mentre El País l'ha retrospettivamente catalogato come «il canto del cigno del genere adolescenziale», assieme ad altri film del 1999.
Molto celebre e fonte di polemiche, tanto da essere stata criticata come «pornografia softcore mascherata da arte», è la scena del bacio saffico tra Selma Blair e Sarah Michelle Gellar, con il sottofondo musicale di Coffee and TV dei Blur; le due attrici, in occasione della vittoria nella categoria "miglior bacio" agli MTV Movie Awards 2000, si sono scambiate un ironico bacio sul palco. Per i suoi contenuti, la scena è spesso associata a quella tra Denise Richards e Neve Campbell nel coevo Sex Crimes - Giochi pericolosi (1999). Nel 2017, è tornata alla ribalta per essere stata censurata durante la trasmissione del film sul canale via cavo statunitense E!, nonostante fossero ormai passati 18 anni.

## Riconoscimenti
- 2000 - MTV Movie Awards
  - Miglior performance femminile a Sarah Michelle Gellar
  - Miglior bacio a Sarah Michelle Gellar e Selma Blair
  - Candidatura per la migliore performance maschile a Ryan Phillippe
  - Candidatura per il miglior cattivo a Sarah Michelle Gellar
  - Candidatura per la miglior performance rivelazione femminile a Selma Blair
- 1999 - Teen Choice Awards
  - Miglior film drammatico
  - Miglior personaggio più sordido a Sarah Michelle Gellar
  - Candidatura per il miglior attore protagonista a Ryan Phillippe
  - Candidatura per la miglior attrice protagonista a Reese Witherspoon
  - Candidatura per il scena d'amore più sensuale a Ryan Phillippe e Reese Witherspoon
  - Candidatura per il miglior personaggio più sordido a Ryan Phillippe
  - Candidatura per il miglior fischio a Ryan Phillippe
  - Candidatura per la miglior colonna sonora dell'anno
- 2000 - Blockbuster Entertainment Awards
  - Miglior attrice in un film drammatico/romantico a Reese Witherspoon
- 1999 - Golden Trailer Awards
  - Miglior trailer più volgare
- 2000 - Premi Csapnivaló
  - Miglior colonna sonora originale a Edward Shearmur
  - Candidatura per il miglior film
  - Candidatura per il miglior film adolescenziale
  - Candidatura per la migliore attrice protagonista a Sarah Michelle Gellar
  - Candidatura per la migliore colonna sonora di un film

## Sequel e prequel
È stato seguito da due film, entrambi direct-to-video: il prequel Cruel Intentions 2 - Non illudersi mai (2000), dello stesso Kumble, e il sequel Cruel Intentions 3 - Il fascino della terza volta (2004), entrambi con cast differenti.
Nel 2015 NBC ha ordinato l'episodio pilota di una serie TV incentrata sul figlio adolescente di Sebastian e Annette, che finisce tra le grinfie di un'invecchiata ma ancora combattiva e perfida Kathryn, ma l'anno seguente ha deciso non procedere con lo sviluppo della serie.A partire dall'ottobre 2021, un reboot della serie televisiva è stato messo in sviluppo per IMDb TV (in seguito Amazon Freevee). Nell'aprile 2023, il riavvio della serie, nuovamente intitolata Cruel Intentions, ha ricevuto un ordine di una prima stagione che sarà pubblicata da Amazon Prime Video a partire dal 21 novembre 2024.